# Wilhelm Deist (Historiker)
Wilhelm Deist (* 7. Oktober 1931 in Stuttgart; † 17. Juni 2003 in Freiburg im Breisgau) war ein deutscher Historiker. Er war „Leitender Historiker“ am Militärgeschichtlichen Forschungsamt.

## Leben
Deist besuchte in Gießen von 1938 bis 1942 die Volksschule und wurde im Herbst 1942 in die Reichsschule der NSDAP in Feldafing aufgenommen. 1945 wechselte er ins Internat der Oberschule der Brüdergemeinde Korntal, wo er 1951 das Abitur ablegte. Er studierte an der Eberhard Karls Universität Tübingen und der Albert-Ludwigs-Universität Freiburg Geschichtswissenschaft, wo er im Jahre 1956 bei Gerhard Ritter mit einer Dissertation über Die Haltung der Westmächte gegenüber Deutschland während der Abrüstungskonferenz 1932/33 zum Dr. phil. promoviert wurde. 1953 trat Deist als Student dem Freiburger Wingolf bei.
Nach dem Studium war er zunächst als Lehrer in Stuttgart tätig. 1961 wurde er wissenschaftlicher Mitarbeiter am Militärgeschichtlichen Forschungsamt (MGFA) in Freiburg im Breisgau. 1979 wurde er Leitender Wissenschaftlicher Direktor und 1989 „Leitender Historiker“ des MGFA. Er gehörte zur Redaktion der Militärgeschichtlichen Mitteilungen.
1993 wurde er zum Honorarprofessor an der Universität Freiburg ernannt. Er veröffentlichte u. a. in Francia, in den Vierteljahrsheften für Zeitgeschichte und im Jahrbuch für die Geschichte Mittel- und Ostdeutschlands.

## Werk
Deist beschäftigte sich mit der Militärgeschichte des 19. und 20. Jahrhunderts, mit Schwerpunkt auf dem Ersten und Zweiten Weltkrieg. Seine Forschung erfolgte stets aus dem Blickwinkel des unbedingten Zivilisten, wobei er Konflikten mit konservativen Militärhistorikern nicht auswich und in geduldigem Quellenstudium immer wieder brisante Erkenntnisse zutage förderte.
Deist war Gründungsmitglied, von 1995 bis 2002 Vorsitzender und ab 2003 Ehrenvorsitzender des Arbeitskreises Militärgeschichte, der im Jahre 2007 den Wilhelm-Deist-Preis für Militärgeschichte auslobte.

## Schriften (Auswahl)
- (Bearb.): Militär und Innenpolitik im Weltkrieg 1914–1918 (= Quellen zur Geschichte des Parlamentarismus und der politischen Parteien. Reihe 2: Militär und Politik). Droste, Düsseldorf 1970.
- mit Manfred Messerschmidt, Hans-Erich Volkmann, Wolfram Wette: Ursachen und Voraussetzungen der Deutschen Kriegspolitik (= Das Deutsche Reich und der Zweite Weltkrieg. Band 1). Hrsg. durch das Militärgeschichtliche Forschungsamt, DVA, Stuttgart 1971, ISBN 3-421-01934-7 (aktualisierte Auflage 1989/91, engl. Ausgabe 1990).
- (Hrsg. mit Herbert Schottelius): Marine und Marinepolitik im kaiserlichen Deutschland, 1871–1914. Militärgeschichtliches Forschungsamt, Droste, Düsseldorf 1972, ISBN 3-7700-0319-5 (2. Auflage 1981).
- Flottenpolitik und Flottenpropaganda. Das Nachrichtenbureau des Reichsmarineamtes 1897–1914 (= Beiträge zur Militär- und Kriegsgeschichte. Band 17). DVA, Stuttgart 1976, ISBN 3-421-01775-1.
- The Wehrmacht and German rearmament (= St. Antony’s, Macmillan series). Mit einem Vorwort von A.J. Nicholls, Macmillan, London 1981, ISBN 0-8020-2423-8.
- (Hrsg.): The German military in the age of total war. Mit einem Vorwort von Paul Kennedy, Berg, Leamington Spa 1985, ISBN 0-907582-14-1.
- mit Volker Berghahn: Rüstung im Zeichen der wilhelminischen Weltpolitik. Grundlegende Dokumente 1890–1914. Hrsg. vom Militärgeschichtlichen Forschungsamt, Droste, Düsseldorf 1988, ISBN 3-7700-0762-X.
- Militär, Staat und Gesellschaft. Studien zur preußisch-deutschen Militärgeschichte (= Beiträge zur Militärgeschichte. Band 34). Oldenbourg, München 1991, ISBN 3-486-55920-6.
- (Hrsg. mit Annika Mombauer): The Kaiser. New research on Wilhelm II’s role in imperial Germany. Cambridge University Press, Cambridge 2003, ISBN 0-521-82408-7.